# Delias edela
Delias edela é uma borboleta da família Pieridae. Foi descrita por Hans Fruhstorfer em 1910. É endémica da Ilha de Obi, na Indonésia. É uma espécie muito rara e, por vezes, é considerada uma subespécie de Delias poecilea.

A envergadura é de cerca de 70 a 75 milímetros.